# フェリックス・スタンプ
フェリックス・バドウェル・スタンプ (Felix Budwell Stump, 1894年12月15日 - 1972年6月13日) は、アメリカ合衆国の軍人、海軍大将。1953年7月10日から1958年7月31日まで太平洋艦隊司令長官を務めた。

## 生い立ちおよび初期の経歴
ウェストバージニア州パーカーズバーグの生まれ。幼少期を同地で過ごし、1913年に海軍士官学校に入学した。
スタンプは第一次世界大戦の間、大西洋において砲艦ヨークタウン (USS Yorktown, PG-1) および巡洋艦シンシナティ (USS Cincinnati, C-7) で航海手として従軍した。戦後は戦艦アラバマ (USS Alabama, BB-8) で勤務し、その後まもなくマサチューセッツ工科大学で航空工学を学び、続いて1920年から21年までペンサコーラ海軍航空基地で飛行訓練を受ける。
1923年から25年までスタンプは実験空母ラングレー (USS Langley, CV-1) の第2雷撃隊 (VT-2)「Doer Birds」に所属した。1928年から29年まで巡洋艦偵察航空団を指揮し、1930年から31年まで巡洋偵察艦隊司令部に所属した。スタンプは1936年から37年まで空母サラトガ (USS Saratoga, CV-3) の第2偵察爆撃戦隊 (VSB-2) を指揮し、1938年から39年まで空母レキシントン (USS Lexington, CV-2) の航海長を務めた。1940年に中佐に昇進、空母エンタープライズ (USS Enterprise, CV-6) の副長を務めた。

## 第二次世界大戦
開戦時スタンプはラングレー艦長としてフィリピンのマニラ湾にあった。1942年1月、スタンプはアジア艦隊司令部スタッフに異動し、陸軍の殊勲章 を受章した。
1943年、空母レキシントン (USS Lexington, CV-16) が就役すると、初代艦長にスタンプが着任した。
1944年、スタンプは少将に昇任、第52.11.2任務群及び第24空母部隊を指揮、護衛空母コレヒドール (USS Corregidor, CVE-58) に座乗しサイパン侵攻作戦に参加した。
サイパン戦役後も第24空母部隊を指揮したが、部隊は第77.4.2任務群（通称「タフィ2」）に配属された。10月のレイテ沖海戦およびサマール沖海戦ではナトマ・ベイ (USS Natoma Bay, CVE-62) に座乗し、これらの海戦における戦功で海軍十字章を授与された。ナトマ・ベイには1945年初頭まで座乗し、配下の兵はフィリピンで戦い続けた。
1945年5月、海軍航空技術訓練司令官に着任、1948年12月まで同職を務める。

## 戦後
1948年12月から51年までスタンプは大西洋艦隊海軍航空部隊司令官を務め、この期間に中将に昇進した。その後1951年3月から53年6月まで第2艦隊司令官を務める。
1953年7月10日から1958年1月14日までにスタンプは正式な大将に昇進し、8月1日付の退役日まで太平洋艦隊司令長官を務めた。退役後、スタンプはペンシルベニア州ヴァリー・フォージのフリーダム財団の副議長及び最高責任者を務めた。
1972年、癌のためベセスダ海軍病院で死去した。スプルーアンス級駆逐艦のスタンプ (USS Stump, DD-978) はスタンプの功績を記念して命名された。

## 参照
1. ↑  “USS Stump (DD 978)”.   Navy Buddies.com. 2007年8月6日閲覧。
2. ↑  “Aboard Blue Ghost again”.   Caller-Times. 2007年7月30日閲覧。
3. ↑  “Task Unit 77.4.2 (Taffy II) Commander Carrier Division 24”.   Bosamar.com. 2007年8月6日閲覧。
4. ↑  “PREVIOUS COMMANDERS”.   United States Navy. 2007年5月4日時点のオリジナルよりアーカイブ。2007年7月30日閲覧。
5. ↑  “Time Obituaries”. Time, Inc.. (1972年6月26日) 2007年7月30日閲覧。